# Jeana Yeager
Pour les articles homonymes, voir Yeager.
Jeana Yeager (née le 18 mai 1952 à Fort Worth, Texas, États-Unis) est une aviatrice américaine.  Elle est surtout connue pour avoir réalisé avec Dick Rutan le premier vol autour du monde sans ravitaillement et sans escale en avion et battant également le record de durée de vol à bord du Rutan Voyager.
Elle n'a pas de lien de parenté avec le célèbre pilote d'essai Charles Yeager.